# Prezydenci Polinezji Francuskiej

## Chronologiczna lista
| Osoba                                 | Osoba                                 | Kadencja                              | Kadencja                              | Partia polityczna                     |
| #                                     | Imię i Nazwisko                       | Od                                    | Do                                    | Partia polityczna                     |
| Prezydent rządu Polinezji Francuskiej | Prezydent rządu Polinezji Francuskiej | Prezydent rządu Polinezji Francuskiej | Prezydent rządu Polinezji Francuskiej | Prezydent rządu Polinezji Francuskiej |
| ------------------------------------- | ------------------------------------- | ------------------------------------- | ------------------------------------- | ------------------------------------- |
| 1                                     | Gaston Flosse (1931–)                 | 14 września 1984                      | 12 lutego 1987                        | Tāhōʻēraʻa Huiraʻatira                |
| 2                                     | Jacques Teuira (1933–)                | 12 lutego 1987                        | 9 grudnia 1987                        | Tāhōʻēraʻa Huiraʻatira                |
| 3                                     | Alexandre Léontieff (1948–2009)       | 9 grudnia 1987                        | 4 kwietnia 1991                       | Te Tiarama                            |
| (1)                                   | Gaston Flosse (1931–)                 | 4 kwietnia 1991                       | 27 lutego 2004                        | Tāhōʻēraʻa Huiraʻatira                |
| Prezydent Polinezji Francuskiej       |                                       |                                       |                                       |                                       |
| 1                                     | Gaston Flosse (1931–)                 | 27 lutego 2004                        | 14 czerwca 2004                       | Tāhōʻēraʻa Huiraʻatira                |
| 2                                     | Oscar Temaru (1931–)                  | 14 czerwca 2004                       | 23 października 2004                  | Tāvini Huiraʻatira                    |
| (1)                                   | Gaston Flosse (1931–)                 | 23 października 2004                  | 3 marca 2005                          | Tāhōʻēraʻa Huiraʻatira                |
| (2)                                   | Oscar Temaru (1931–)                  | 3 marca 2005                          | 26 grudnia 2006                       | Tāvini Huiraʻatira                    |
| 3                                     | Gaston Tong Sang (1949–)              | 26 grudnia 2006                       | 13 września 2007                      | Tāhōʻēraʻa Huiraʻatira                |
| (2)                                   | Oscar Temaru (1931–)                  | 13 września 2007                      | 23 lutego 2008                        | Tāvini Huiraʻatira                    |
| (1)                                   | Gaston Flosse (1931–)                 | 23 lutego 2008                        | 15 kwietnia 2008                      | Tāhōʻēraʻa Huiraʻatira                |
| (3)                                   | Gaston Tong Sang (1949–)              | 15 kwietnia 2008                      | 12 lutego 2009                        | ʻO Pōrīnetia To Tātou ʻAiʻa           |
| (2)                                   | Oscar Temaru (1931–)                  | 12 lutego 2009                        | 25 listopada 2009                     | Tāvini Huiraʻatira                    |
| (3)                                   | Gaston Tong Sang (1949–)              | 25 listopada 2009                     | 1 kwietnia 2011                       | ʻO Pōrīnetia To Tātou ʻAiʻa           |
| (2)                                   | Oscar Temaru (1931–)                  | 1 kwietnia 2011                       | 17 maja 2013                          | Tāvini Huiraʻatira                    |
| (1)                                   | Gaston Flosse (1931–)                 | 17 maja 2013                          | 5 września 2014                       | Tāhōʻēraʻa Huiraʻatira                |
| -                                     | Nuihau Laurey (1964–) (tymczasowo)    | 5 września 2014                       | 12 września 2014                      | Tāhōʻēraʻa Huiraʻatira                |
| 4                                     | Édouard Fritch (1952–)                | 12 września 2014                      | nadal                                 | Tāhōʻēraʻa Huiraʻatira                |